# Уиллоуби, Роберт, 6-й барон Уиллоуби де Эрзби
Роберт Уиллоуби, 6-й барон Уиллоуби де Эрзби (англ. Robert Willoughby, 6th Baron Willoughby de Eresby; ок. 1385 — 25 июля 1452) — английский аристократ, военный деятель времён Столетней войны. Рыцарь ордена Подвязки с 1417 года.

## Биография
Роберт был сыном Уильяма Уиллоуби, 5-го барона Уиллоуби де Эрзби, от его первого брака с Люси ле Стрейндж, дочерью Роджера ле Стрейнджа, 5-го барона Стрейнджа из Нокина, и Эйлин Фицалан. После смерти в 1409 году отца Уиллоуби унаследовал титул, а в феврале 1410 года вступил во владение землями. В связи с кончиной 29 сентября 1416 года Изабеллы, вдовы Уильяма де Уффорда, 2-го графа Саффолка, Уиллоуби получил в собственность замок Орфорд и город с тем же названием в его окрестностях, а также поместья Парэм и Уффорд в графстве Саффолк.
В 1412—13 годах сопровождал Томаса Ланкастера, герцога Кларенса, в военных походах в Нормандию и Бордо. В апреле 1415 года он присутствовал на королевском совете, где были одобрены планы по вторжению Генриха V во Францию, а 5 августа того же года заседал на процессе над Ричардом, графом Кембриджем, и Генри ле Скрупом, обвинёнными в государственной измене за участие в Саутгемптонском заговоре с целью свержения короля Генриха V. После суда он отбыл вместе с королевской армией во Францию, где принял участие во взятии Арфлёра и в битве при Азенкуре, а также в осаде Кана (1417), Руана (июль 1418 года), Мелёна (1420) и Мо (1421-22).
В 1421 году Уиллоуби вернулся вместе с королём в Англию, и 23 февраля исполнял обязанности главного виночерпия на коронации Екатерины де Валуа, французской принцессы, ставшей женой Генриха V и королевой Англии.
31 июля и 1 августа 1423 года он участвовал в освобождении Кравана, командуя правым флангом при прорыве к мосту через реку Йонна. Вместе с Джоном Ланкастером, 1-м герцогом Бедфордом, на тот момент регентом, он присутствовал при капитуляции Иври 15 августа, а также в сражении при Вернёе 17 августа 1424 года, где был захвачен в плен герцог Алансонский. В сентябре 1424 года за военные заслуги Уиллоуби пожаловали графство Вандом, конфискованное герцогом Бедфордом у Людовика де Бурбон-Вандома.
В июле и августе 1425 года вместе с Томасом Монтегю, графом Солсбери был при осаде Ле-Мана, которая стала завершающим этапом в завоевании графства Мэн.
17 июня 1429 года он получил приказ сопровождать кардинала Генри Бофорта в крестовом походе против гуситов, однако войско, подготовленное для этого похода, было в итоге отправлено во Францию в помощь герцогу Бедфорду, так как английская армия потерпела поражение в битве при Пате, ставшей переломным моментом в Столетней войне. Англичанами были потеряны многие завоёванные земли, в том числе юг Нормандии, и, взамен утраченного графства Вандом, 4 октября 1430 года Уиллоуби получил в дар графство Бомон-сюр-Уаз.
Примерно в 1432 году был назначен королевским наместником в Нижней Нормандии, где действовал с переменным успехом, потерпев поражение от французов в бою при Вивуане и при осаде Сен-Сенери-ле-Жере, но захватив в 1433 году Сен-Валери-ан-Ко. В июле 1435 года с войском в 2 тыс. человек присоединился к Джону Талботу и Томасу Скейлзу, осадив и захватив Сен-Дени. В 1435 году ему было поручено командование Парижем в связи с отъездом Джона Талбота в Руан, но в отсутствие поддержки со стороны Англии он был вынужден сдать Бастилию 17 апреля 1436 года, когда французы окончательно отвоевали город у англичан.
Проведя свою последнюю кампанию во Франции в 1437 году, Уиллоуби вернулся в Англию к концу 1438 года. В 1439 году он получил разрешение на паломничество в Святую землю, и, скорее всего, совершил его, так как его имя не фигурирует в английских официальных документах вплоть до мая 1443 года. В последние годы жизни был втянут в конфликт, связанный с контролем над Линкольнширом, с сэром Уильямом Тэйлбойсом и его сторонниками.
Роберт Уиллоуби умер 25 июля 1452 года в возрасте около 67 лет, не оставив наследника мужского пола. Он был похоронен в Меттингеме, графство Саффолк. Его гробница до настоящего времени не сохранилась.

### Браки и потомство
Его первой женой стала Джоан Фитцхью, дочь Генри, 3-го лорда Фитцхью из Рэвенсуорта. Его вторая жена — Элизабет Монтегю, дочь Джона Монтегю, 3-го графа Солсбери и Мод Франсис; они поженились в феврале 1421 года. От этого брака у Уиллоуби была одна дочь, Джоан. В 1438 году он овдовел, и приблизительно в 1448 году женился на Мод Стэнхоуп, дочери сэра Ричарда Стэнхоупа из Рэмптона, Ноттингемшир, и Мод Кромвель. Этот брак, как и первый, был бездетным.
Титул барона Уиллоуби де Эрзби перешёл к Джоан в 1452 году после смерти отца. Она вышла замуж за Ричарда де Уэллса, 7-го барона Уэллса. Их дети, сын Роберт и дочь Джоан, поочерёдно наследовали титул барона Уиллоуби де Эрзби в 1462 и 1470 годах соответственно.

## Комментарии
1. ↑  Согласно Кокейну он был при осаде Мо с октября 1421 года по май 1422 года; тем не менее, историк Джералд Харрис полагает, что Уиллоуби не мог быть в Мо, так как в указанное время находился в Англии, собирая подкрепление для вторжения во Францию в мае 1422 года[6].